# Leptopelis susanae
Espèce
Statut de conservation UICN

 EN B1ab(iii) : En danger
Leptopelis susanae est une espèce d'amphibiens de la famille des Arthroleptidae.

## Répartition
Cette espèce est endémique d'Éthiopie. Elle se rencontre de 2 600 à 3 000 m d'altitude dans les monts Gughe.

## Description
Les mâles mesurent de 32 à 37 mm et les femelles de 48 à 53 mm.

## Étymologie
Cette espèce est nommée en l'honneur de Susan, l'épouse de Malcolm John Largen.

## Publication originale
- Largen, 1977 : The status of the genus Leptopelis (Amphibia Anura Hyperoliidae) in Ethiopia, including descriptions of two new species. Monitore Zoologico Italiano. Nuova Serie, Supplemento, Firenze, vol. 9, p. 85-136.